# Dirty
Dirty är ett musikalbum av Sonic Youth som släpptes första gången den 21 juli 1992 på skivbolaget Geffen Records.
I mars månad 2003 släpptes en ny utgåva av skivan, ett dubbelalbum med nya versioner av låtar samt tidigare outgivet material.
Omslaget till skivan är gjort av den amerikanske konstnären Mike Kelley.

## Låtlista
Originalutgåvan
1. 100%
2. Swimsuit Issue
3. Theresa's Sound-World
4. Drunken Butterfly
5. Shoot
6. Wish Fulfillment
7. Sugar Kane
8. Orange Rolls, Angel's Spit
9. Youth Against Fascism
10. Nic Fit
11. On the Strip
12. Chapel Hill
13. JC
14. Purr
15. Créme Brûlée
16. Stalker

Nyutgåvan från år 2003
Skiva 1
1. 100%
2. Swimsuit Issue
3. Theresa's Sound-World
4. Drunken Butterfly
5. Shoot
6. Wish Fulfillment
7. Sugar Kane
8. Orange Rolls, Angel's Spit
9. Youth Against Fascism
10. Nic Fit
11. On the Strip
12. Chapel Hill
13. JC
14. Purr
15. Créme Brûlée
16. Stalker
17. Genetic
18. Hendrix Necro
19. The Destroyed Room

Skiva 2 
1. Is It My Body
2. Personality Crisis
3. The End of the End of the Ugly
4. Tamra
5. Little Jammy Thing
6. Lite Damage
7. Dreamfinger
8. Barracuda
9. New White Kross
10. Guido
11. Stalker
12. Moonface
13. Poet in the Pit
14. Theoretical Chaos
15. Youth Against Fascism
16. Wish Fulfillment